# Campeonato Africano de Atletismo de 2016 - Salto em altura feminino
A prova do salto em altura feminino do Campeonato Africano de Atletismo de 2016 foi disputada no dia 26 de junho  no Kings Park Stadium  em Durban, na África do Sul. Participaram da prova 15 atletas sendo que 12 concluíram a prova. 

## Recordes
Antes desta competição, os recordes mundiais e do campeonato nesta prova eram os seguintes:
|                       | Nome               | Nacionalidade   | Altura   | Local       | Data                 |
| --------------------- | ------------------ | --------------- | -------- | ----------- | -------------------- |
| Recorde mundial       | Stefka Kostadinova | Bulgária        | 2m 09 cm | Roma        | 30 de agosto de 1987 |
| Recorde do campeonato | Lucienne N'Da      | Costa do Marfim | 1m 95cm  | Belle Vue   | 28 de junho de 1992  |
| Recorde do campeonato | Hestrie Cloete     | África do Sul   | 1m 95cm  | Radès       | 7 de agosto de 2002  |
| Recorde africano      | Hestrie Cloete     | África do Sul   | 2m 06cm  | Saint-Denis | 31 de agosto de 2003 |

## Medalhistas
| Ouro                | Prata              | Bronze              |
| Lissa Labiche (SEY) | Doreen Amata (NGR) | Basant Hassan (EGY) |

## Cronograma
Todos os horários são locais (UTC+2). 
| Data        | Hora  | Evento |
| ----------- | ----- | ------ |
| 26 de junho | 16:45 | Final  |

## Resultado final
| Posição           | Atleta             | Nacionalidade | Altura | Notas |
| ----------------- | ------------------ | ------------- | ------ | ----- |
| Medalha de ouro   | Lissa Labiche      | Seicheles     | 1.85   |       |
| Medalha de prata  | Doreen Amata       | Nigéria       | 1.82   |       |
| Medalha de bronze | Basant Hassan      | Egito         | 1.79   |       |
| 4                 | Abigail Kwarteng   | Gana          | 1.76   |       |
| 5                 | Regina Yeboah      | Gana          | 1.73   |       |
| 5                 | Rhizlane Siba      | Marrocos      | 1.73   |       |
| 5                 | Brittany Uys       | África do Sul | 1.73   |       |
| 8                 | Julia du Plessis   | África do Sul | 1.73   |       |
| 9                 | Ndeye Gueye        | Senegal       | 1.73   |       |
| 10                | Ariyat Dibow       | Etiópia       | 1.70   |       |
| 11                | Nonhlanhla Seyama  | Essuatíni     | 1.65   |       |
| 12                | Michelle Pretorius | Namíbia       | 1.65   |       |
| 13                | Uhunoma Osazuwa    | Nigéria       | DNS    |       |
| 13                | Kayla Wells        | Zimbabwe      | DNS    |       |
| 13                | Yvonne Robson      | África do Sul | DNS    |       |

Legenda
| Recorde mundial       | Recorde mundial (World record)               |                       | Recorde africano                      | Recorde africano (African) |                                           | Q | Classificado por posição (Qualified) |
| Recorde do campeonato | Recorde do campeonato (Championship record)  | Recorde da América    | Recorde da América (Americas)         | q                          | Classificado por melhor tempo (Qualified) |   |                                      |
| Melhor marca do ano   | Melhor marca do ano (World leading)          | Recorde asiático      | Recorde asiático (Asian)              | DNS                        | Não largou (Did not start)                |   |                                      |
| Recorde nacional      | Recorde nacional (National record)           | Recorde europeu       | Recorde europeu (European)            | DNF                        | Não terminou (Did not finish)             |   |                                      |
| Recorde pessoal       | Recorde pessoal do atleta (Personal best)    | Recorde da Oceania    | Recorde da Oceania (Oceania)          | DSQ / DQ                   | Desclassificado (Disqualified)            |   |                                      |
| Recorde da temporada  | Recorde da temporada do atleta (Season best) | Recorde sul-americano | Recorde sul-americano (South America) | NM                         | Sem marca (No mark)                       |   |                                      |